# سجن نقرة السلمان
سجن نقرة السلمان أحد أقدم السجون في العراق في قضاء السلمان بمحافظة المثنى بالبادية العراقية بجنوب العراق، كان في الأصل مركزاً لقيادة شرطة البادية العراقية الجنوبية ومخفراً لمراقبة البدو الرُحّل، بناه كلوب باشا حين كان قائداً لشرطة البادية، في عشرينيات القرن الماضي، لكون المنطقة نائية وهي منفى في ذلك الوقت حيث اختار الإنكليز منخفض السلمان أو ما يعرف بنقرة السلمان، لتكون مقرا لهذا السجن علما ان هنالك سجنين في نقرة السلمان أولها هو السجن الذي بناه الإنكليز والآخر بني على أحد تلال السلمان في ستينيات القرن الماضي من قبل الحكومة العراقية، وهو أكبر من سابقه بكثير.

## قطار الموتوالسجن
صدر في صبيحة 3 تموز 1963 مرسوم جمهور يقضي بترحيل النخبة الوطنية المعتقلة في سجن رقم (1) - وهو أحد سجون معسكر الرشيد - إلى سجن نقرة السلمان، وفعلاً جمع المشمولين بالمرسوم وهم لا يعلمون إلى اين ذاهبون، لا يعلمون ان اسمائهم قد حددت وفق مرسوم جمهوري المراد منه قتلهم جمعياً ولكن اتفاق قادة النظام على نقلهم بواسطة قطار الموت الجماعي المبتكر وان لم يموتُ فسيعدمون في سجن نقرة السلمان على يد العميد عبد الغني الراوي الذي كان من المفترض ان يعدم (500) من سجناء رقم (1) والذي خفض فيما بعد إلى (300) ومن ثم إلى (150) ونهاية ب(30) ولقلة العدد رفض عبد الغني الراوي ان يذهب إلى السماوة وينفذ الأمر.

## نقرة السلمان والمثقفين
نقرة السلمان يعتبر واحد من اشرس السجون التي عرفها تاريخ العراق لذا كان دائما يتم ترحيل المثقفين والسياسين الذي يعارضون الدولة وخاصة أولئك المنتمين لـ الحزب الشيوعي العراقي وحزب الدعوة الإسلامية الممنوعان وقتها إلى هناك..
وقد أصبح السجن رمزاً للنضال فكتب عنه الشاعر العراقي الكبير الراحل كاظم إسماعيل الكاطع وقتها قصيدة لا تزال متداولة إلى الآن على لسان ام قادمة لزيارة ولدها الشيوعي السجين هناك وتصف القصيدة بتصوير مميز مدى صعوبة الأوضاع في ذلك السجن.

## أشهر نزلاء السجن
- الشاعر العراقي الكبير مظفر النواب.
- محمد جميل روزبياني الكاتب والمؤرخ الكوردي.
- محمود جعفر الجلبي القيادي العسكري العراقي والذي كان أحد معتقلي السجن رقم واحد ومن ركاب قطار الموت.
- الشاعر العراقي خالد الشطري
- أبو سرحان
- علي الشباني
- الشاعر عريان السيد خلف